# Bugula scaphoides
Bugula scaphoides is een mosdiertjessoort uit de familie van de Bugulidae. De wetenschappelijke naam van de soort is voor het eerst geldig gepubliceerd in 1890 door Kirkpatrick.